# Francesco Maresca
Francesco Maresca (Napoli, 22 febbraio 1757 – Napoli, 8 luglio 1824) è stato un architetto italiano, molto attivo nel napoletano tra la fine del Settecento e l'inizio dell'Ottocento.

## Biografia
Nel 1799 progettò la realizzazione di un ampliamento del Real Museo Borbonico: il progetto - il più grandioso di tutti fra quelli precedentemente proposti da Pompeo Schiantarelli - prevedeva l'occupazione di tutta la proprietà dei Padri Teresiani, la distruzione di due chiostri e persino l'intaccamento della chiesa di Santa Teresa. Pur essendo stato approvato dal Consiglio dei ministri nel 1802, per la strenua opposizione dei conventuali esso non fu mai realizzato e neppure cominciato.
Nel 1812, all'epoca della monarchia napoleonica, fu incaricato da Gioacchino Murat di costruire il cimitero di Poggioreale; avvenuta la restaurazione borbonica, tale incarico gli fu confermato da Ferdinando I ed il suo lavoro andò avanti fino al 31 agosto 1821, quando fu colpito da apoplessia che gli causò la paralisi di metà del corpo. Morì tre anni dopo.
Tra le sue realizzazioni, poi, meritano attenzione le famose macchine da festa, impiantate sul Largo di Palazzo (oggi Piazza del Plebiscito) in occasione delle feste bandite dal re, cui partecipavano in massa i poveri della città.